# 감지은니대방광불화엄경
감지은니대방광불화엄경(紺紙銀泥大方廣佛華嚴經)은 서울특별시 용산구에 있는, 고려 충숙왕(忠肅王) 복위(復位) 5년(1336)에 감색의 종이에 은니(銀泥)로 쓴 사경이다. 2008년 4월 22일 대한민국의 보물 제1559호로 지정되었다.

## 개요
고려 충숙왕(忠肅王) 복위(復位) 5년(1336)에 감색의 종이에 은니로 쓴 사경으로, 동진(東晋)의 불발타라(佛跋陀羅)가 한역한 대방광불화엄경 60권본인 진본(晋本) 권 28·29·38과 당나라 실차난타가 한역한 80권본인 주본(周本) 권24·53·56·60 등으로 모두 7권 7첩이다.
권60의 권말에 있는 사성기(寫成記)에 따르면 경주 기림사 주지 선지(善之)가 전 밀직부사(密直副使) 상호군(上護軍) 임서(任瑞)와 지직운산(知識雲山)이 함께 발원하였으며, 한역된 진본·주본·정원본(晋本·周本·貞元本)의 삼본 화엄경 180권을 모두 필사한 것 가운데 7권 7첩임을 알 수 있다. 보존상태가 매우 양호하며 사경연구에 매우 귀중한 자료로 평가된다.

## 참고 자료
- 감지은니대방광불화엄경 - 국가유산청 국가유산포털